# Cel·lulitis
La cel·lulitis és una infecció de la part profunda del teixit subcutani de la pell. Pot ser causada per la flora normal de la pell o per bacteris exògens, i sovint passa quan la pell ha estat prèviament trencada: esquerdes a la pell, talls, butllofes, cremades, mossegades d'insectes, ferides quirúrgiques, o llocs d'inserció de catèters intravenosos. El tractament més comú és l'ús d'antibiòtics apropiats. La pell situada a la cara o a la part baixa de les cames és habitualment la més afectada per aquesta infecció, tot i que la cel·lulitis pot ocórrer a qualsevol part del cos.
Erisipela és el terme usat per una infecció més superficial de la dermis i de la part superior de la capa subcutània que presenta clínicament amb una vora ben definida. L'erisipela i la cel·lulitis sovint coexisteixen, de manera que és difícil de fer una distinció entre les dues.
La cel·lulitis no té res a veure amb la pell de taronja, una condició cosmètica que presenta bonyets a la pell.

## Símptomes
En un principi de vermellor en les àrees afectades, amb inflor, calor, i dolor. La cel·lulitis ocorre freqüentment en àrees exposades del cos com per exemple els braços, cames, peus, i la cara.
Altres símptomes poden incloure febre o calfreds i mal de cap. En casos avançats de cel·lulitis, ratlles vermelles (de vegades descrites com a 'dits') poden ser vists viatjant per l'àrea afectada. La inflor pot propagar-se ràpidament.

## Causes
La cel·lulitis és causada per bacteris que entren degut a un trencament de la pell. Aquest trencament no té per què ser visible. Els bacteris més comuns que causen aquesta infecció són Staphylococcus i Streptococcus, ja que formen part de la flora normal de la pell però no causen cap infecció mentre la pell no estigui trencada. Les condicions que predisposen per cel·lulitis inclouen mossegades d'insectes, butllofes, tatuatges, granissada de pells pruritic, cirurgia recent, peu d'atleta, pell seca, èczema, injecció de drogues (especialment injeccions subcutànies); a més de cremades i furóncols, encara que hi ha debat pel que fa a si les lesions de peu menors hi contribueixen i si també la gent mòrbidament obesa la pot experimentar.
Aquesta pell o erupció rogenca pot indicar una infecció més profunda i seriosa de les capes interiors. Un cop sota la pell, el bacteri pot expandir-se ràpidament introduint-se als nusos de limfa i al corrent sanguini tot escampant-se per tot el cos.
En casos rars, la infecció pot propagar-se cap a la capa profunda de teixit anomenada revestiment fascial, causant la fasciïtis necrosant, produïda per estreptococs betahemolítics, estafilococs coagulasapositius o per ambdós gèrmens, i algunes vegades per bacteris gramnegatius entèrics. Representa una emergència mèdica extrema.

## Factors de risc
Ferides no curades o infectades, o lesions a la pell prèvies (per exemple, a través de les ampolles en els casos de varicel·la o herpes).
Immunodeficiència: persones d'edat avançada, presa de fàrmacs immunodepressius, VIH.
Diabetis mellitus, quan hi ha un deteriorament a la circulació de la sang (principalment a les cames), o per un control pobre de la hiperglucèmia, que permet que els bacteris creixin més ràpidament als teixits afectats. La neuropatia diabètica facilita que l'individu no s'adoni que es faci una petita ferida o tingui una úlcera que s'infecti.
Trastorns circulatoris de les extremitats:
- El limfedema.
- La insuficiència venosa crònica o la insuficiència arterial, que sovint afecta les extremitats inferiors.

Poblacions denses que comparteixen instal·lacions higièniques i habitatges comuns, com ara instal·lacions militars, dormitoris universitaris, i refugis per a indigents.

## Diagnòstic
La cel·lulitis és sovint un diagnòstic clínic, i els cultius locals no sempre identifiquen l'agent causal. Els hemocultius generalment són positius només si el pacient desenvolupa una sèpsia generalitzada. Condicions que poden assemblar-se a la cel·lulitis són la trombosi venosa profunda, que es pot diagnosticar amb una ecografia de compressió a la cama, i la dermatitis per estasi, que és una inflamació de la pell del flux sanguini deficient.
Hi ha hagut molts casos on la malaltia de Lyme s'ha diagnosticat erròniament com l'estafilococ o estreptococ induïda per la cel·lulitis. Com que l'eritema migrant crònic no apareix sempre en pacients infectats amb la malaltia de Lyme, el conjunt similar de símptomes pot ser diagnosticat erròniament com a cel·lulitis. Els tractaments estàndards per a la cel·lulitis no són suficients per curar la malaltia de Lyme. L'única manera de descartar la malaltia de Lyme és amb una prova de sang, la qual és recomanada durant els mesos calents en àrees on la malaltia és endèmica.

## Incubació
La cel·lulitis es pot desenvolupar en 24 hores o pot tardar alguns dies a desenvolupar-se.

## Duració
En molts casos, la cel·lulitis tarda menys d'una setmana a desaparèixer si es tracta amb antibiòtics. Tot i això, en casos més seriosos pot tardar mesos a curar-se completament i pot resultar en debilitat severa o fins i tot la mort si no es tracta. Si no és tractada correctament, pot semblar que millori però pot tornar a aparèixer mesos o fins i tot anys més tard.

## Tractament
El tractament consisteix a deixar reposar l'extremitat o l'àrea afectada, netejant la ferida en cas que n'hi hagi (amb desbridament del teixit mort, si cal) i tractament amb antibiòtics via oral, excepte en casos greus, que poden requerir ingrés i teràpia intravenosa. La monoteràpia cloxacil·lina (per cobrir la infecció estafilocòccica) sol ser suficient en la cel·lulitis lleu, però en els casos més moderats, o quan se sospita que hi ha infecció estreptocòccica se solen combinar amb fenoximetilpenicil·lina per via oral o benzilpenicil·lina per via intravenosa, o ampicil·lina/amoxicil·lina. L'alleugeriment del dolor és sovint prescrit, però el dolor excessiu ha de ser sempre considerat com a rellevant, ja que és un símptoma de la fasciïtis necrotitzant, i requereix urgentment una intervenció quirúrgica.
Com en altres malalties caracteritzades per ferides o destrucció de teixits, el tractament amb oxigen hiperbàric pot ser una teràpia adjuvant valuosa, però no està àmpliament disponible.

## Prevenció
Totes les ferides haurien de ser desinfectades i embenades adequadament. Canviant els embenatges diàriament o quan es mullen o s'embruten redueix el risc de contraure cel·lulitis. S'ha de buscar consell mèdic per qualsevol ferida profunda o bruta, o davant la preocupació que hi hagi cossos estranys retinguts a la ferida.

## En cavalls
Els cavalls poden sofrir cel·lulitis, normalment a causa d'una ferida (que pot ser extremadament petita i superficial) o bé d'una infecció en un teixit profund, com un abscés o un os infectat, la beina del tendó, o conjunts.
La cel·lulitis causada per una ferida superficial crearà normalment menys coixesa (grau 1 o 2 de 5) que la causada per artritis sèptica (grau 4 a 5). El cavall presentarà un edema inflamatori que serà caracteritzat per una inflor dolorosa i calenta. Aquesta inflor es diferencia en el fet que el cavall no presentarà inflor simètrica en dues o quatre potes, sinó només en una. Aquesta inflor comença a prop de la font d'infecció, però eventualment s'expandirà cama avall. En alguns casos, la inflor també s'expandirà cap amunt. El tractament inclou netejar la ferida i tenir-ne la cura adequada, l'administració d'AINE, com ara fenilbutazona, una mànega freda, l'aplicació d'un embolcall suau o un cataplasma, i exercici suau. Els veterinaris poden també receptar antibiòtics. La recuperació és sovint ràpida i el pronòstic és molt bo si la cel·lulitis és secundària a la infecció de la pell.